# Boliguayo

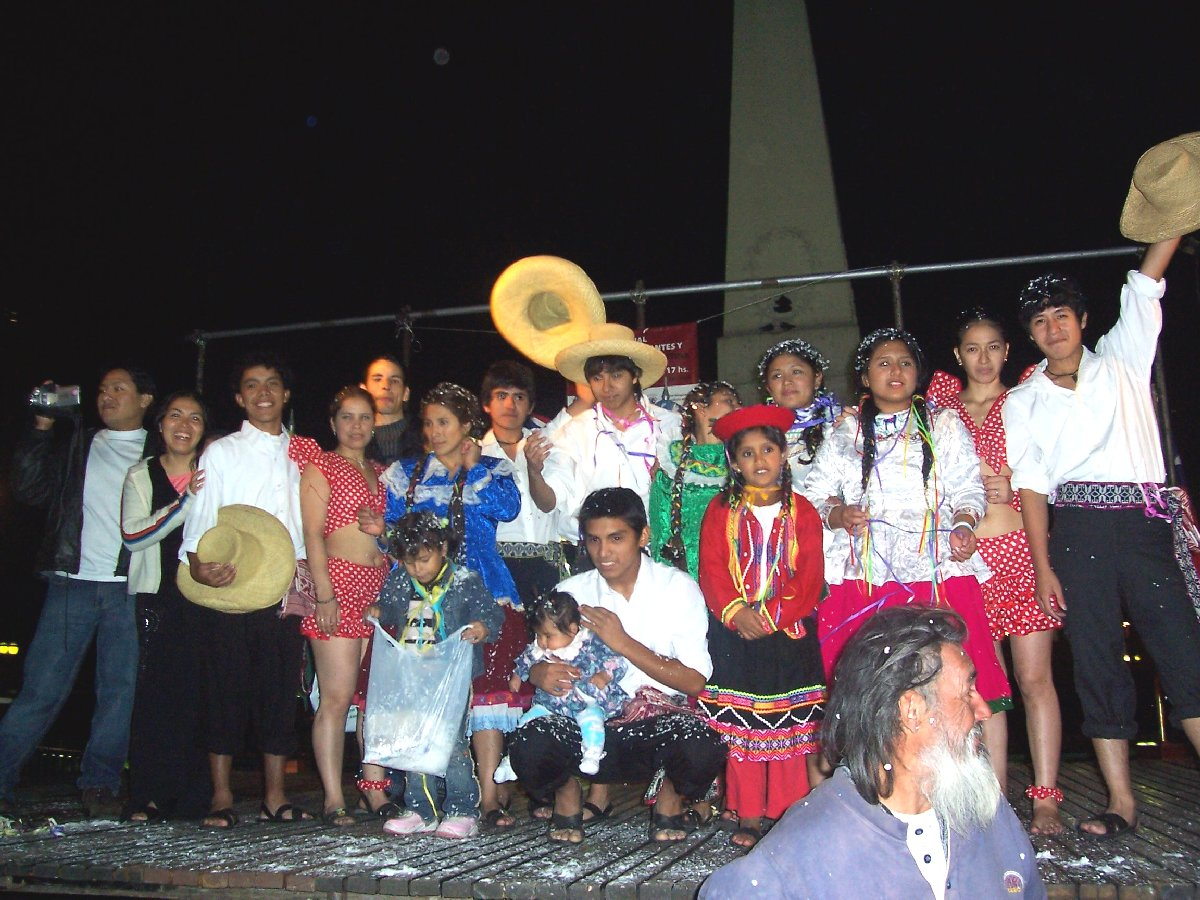
Celebración Folclórica de las Mujeres Migrantes en la Plaza de Mayo.

Boliguayo es una expresión despectiva empleada en Argentina para referirse a los inmigrantes que llegan desde Bolivia y Paraguay, cuyas colectividades se encuentran entre las más numerosas de extranjeros. Si bien no es completamente certero, hay versiones que indican que el término surgió en la década de 1990.

## Etimología y usos
Es una contracción gramática de los gentilicios boliviano y paraguayo. La expresión se utiliza con frecuencia para menospreciar a los migrantes cuyo origen provenga de los países mencionados, por lo que se lo considera un término sumamente peyorativo y discriminativo. A veces también es usado para referirse a los habitantes de Perú, dado que estos comparten ciertas características con las personas nacidas en esos estados limítrofes a Argentina.